# 低温障害
低温障害（ていおんしょうがい）は、以下の2つの意味で使われる言葉。

## 医学上の低温障害
低体温症、凍傷、凍瘡（いわゆる「しもやけ」）など、低温の環境に晒されることで起こる身体症状の総称。寒冷障害ともいう。

## 農作物の低温障害

### 生育の低温障害
農作物を生育に適した温度より低い環境で育てたときに発生する生育不良。細かくは、生育の最適温度を下回るとき（冷温障害）、生育の最低温度付近あるいはこれを下回るとき（狭義の低温障害）、0℃以下の凍結するようなとき（凍結障害、凍霜害）に分かれる。低温を脱し正常な温度に戻ったころに萎凋（萎れ）や白化が現れることが多いが、低温の期間に枯れるものもある。

### 冷蔵時の低温障害
冷蔵保存に不向きな青果物を冷蔵保存した場合にも、細胞の壊死により変状が生じる。熱帯や亜熱帯原産の種に多くみられる。表面に褐変や窪んだ斑点などが出たり、水っぽくなったり、軟らかくなったりする等の品質劣化や、ビタミンCの減少などの栄養価の損失を招く症状がある。
- 低温障害を招きやすい野菜：トマト、なす、きゅうり、さやいんげん、さつまいも
- 低温障害を招きやすい果物：うめ、バナナ、レモン、グレープフルーツ、パイナップル、マンゴー、パパイヤ、アボカド